# Bannière droite du Nouveau Barag
Pour les articles homonymes, voir Barag.
La bannière droite du Nouveau Barag (新巴尔虎右旗 ; pinyin : Xīnbā'ěrhǔ Yòu Qí) est une subdivision administrative de la région autonome de Mongolie-Intérieure en Chine. Elle est placée sous la juridiction de la ville-préfecture de Hulunbuir.

## Démographie
La population de la bannière était de 32 660 habitants en 1999.

## Culture
La bannière, avec la Bannière gauche du Nouveau Barag, est le centre de la population bouriate des Nouveaux Bargas qui parle le dialecte nouveau bargu.